# Balkengat

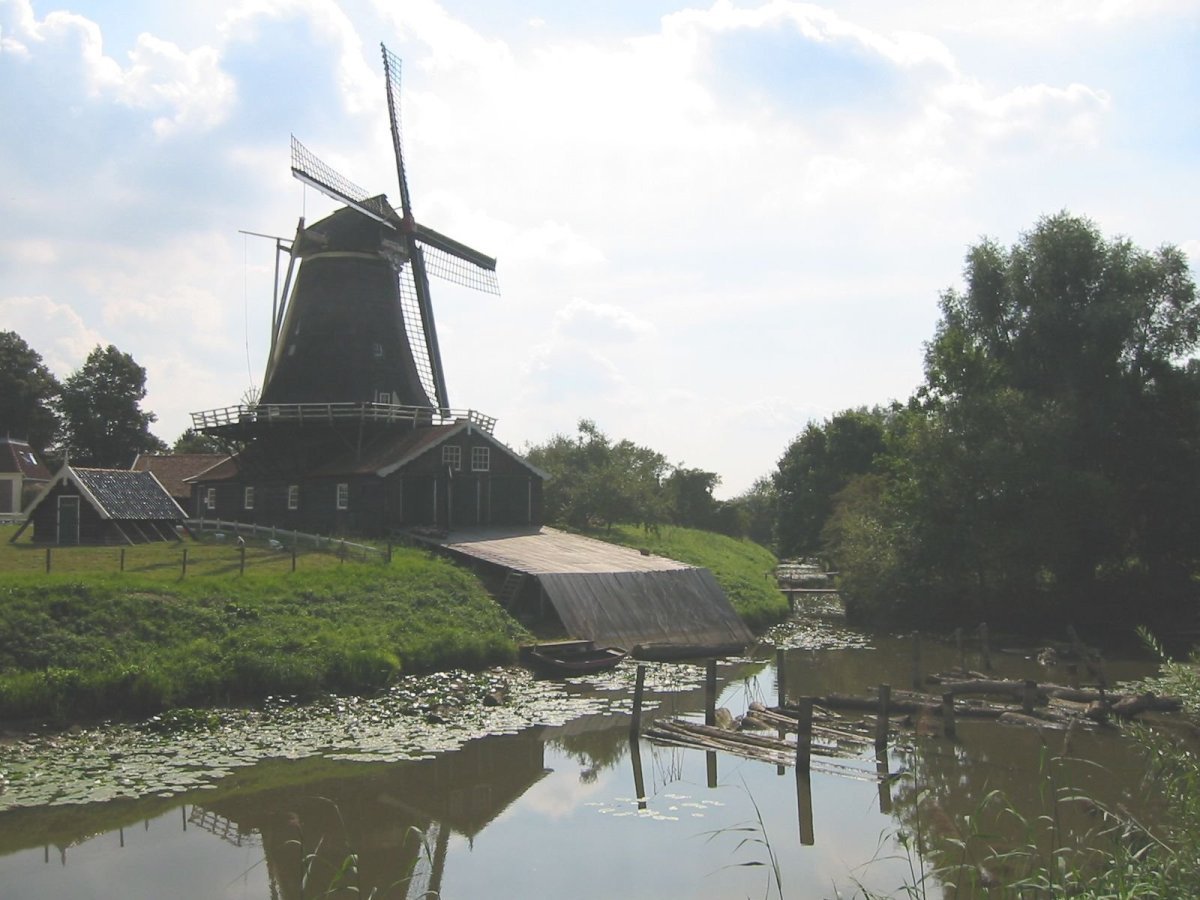
Balkengat van de Bolwerksmolen

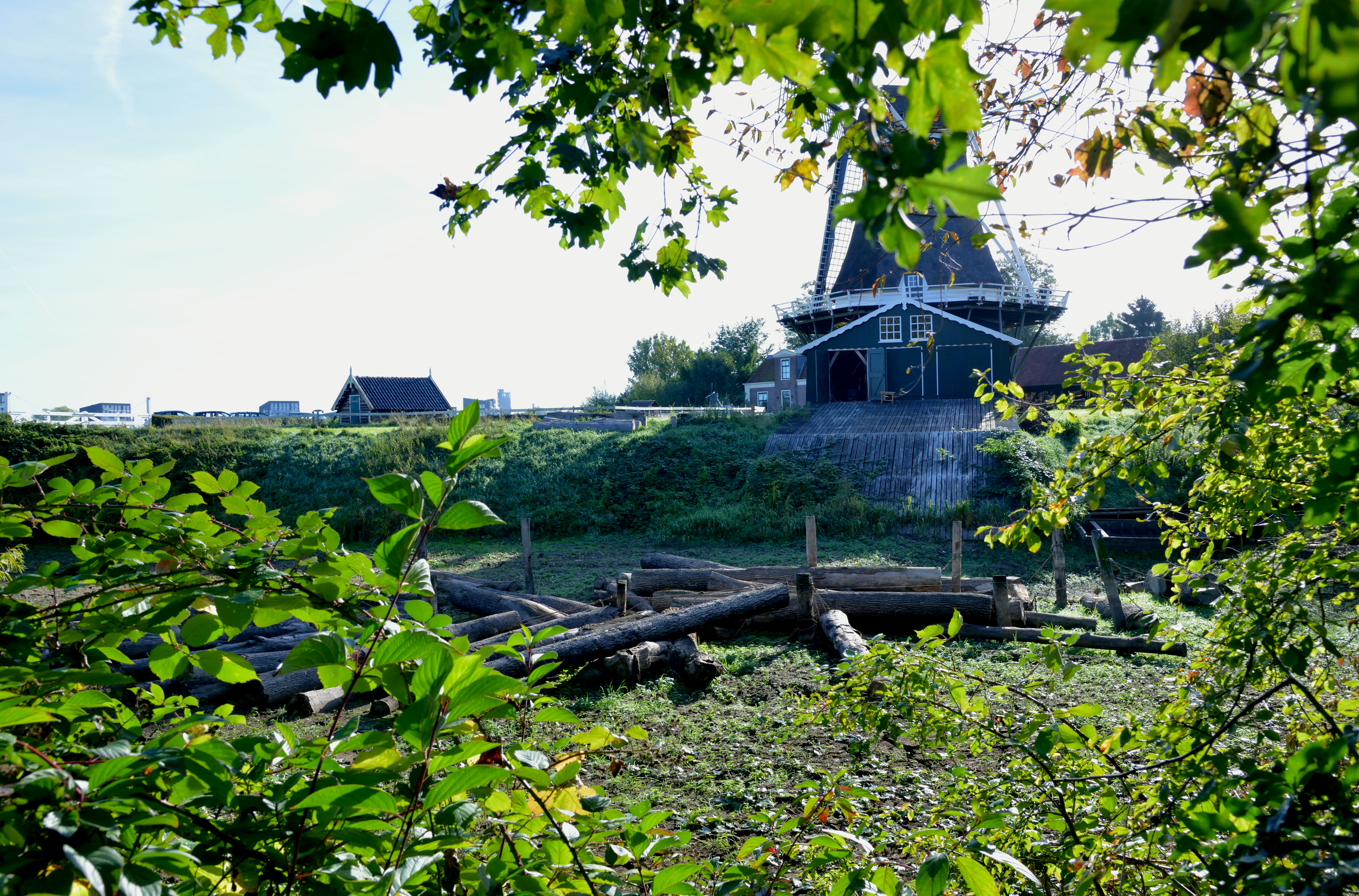
Drooggevallen balkengat door droge zomer van de Bolwerksmolen

Een balkengat (in Noord-Nederland: balkgat) is een ondiepe watergang, waarin de voorraad boomstammen van een houtzaagmolen of houtzagerij wordt bewaard totdat deze verder kunnen worden verwerkt.
Vroeger werd hout langdurig in een balkengat gewaterd en daarna gedroogd. Dankzij dit proces was het uitgewerkt, waardoor de balken en planken die ervan werden gezaagd recht bleven. Dit proces van wateren kon meerdere jaren duren. Boomstammen van de lichtere houtsoorten bleven drijven, maar zwaardere houtsoorten zoals eiken zonken naar de bodem. Het was dus wel zaak het balkengat niet te diep te maken, of deze boomstammen met een touw of ketting vast te leggen.
Jong hout heeft nog jaren nodig om te drogen en kan daarom gemakkelijker krom trekken of scheuren.

## Balkengaten in Nederland
Tegenover de Rotterdamse Fokhaven bevond zich zo'n balkengat en in Groningen is een straat vernoemd naar zo'n water, zij het als Balkgat. Ook was er rond 1965 nog een balkengat aan het begin van de Helperzoom in Groningen, in de eerste vijver vanaf de stad gezien.
In Bedum is ook een watertje met de naam Balkgat. In Appingedam eveneens, zij het dat dit water wel zo heet, maar dat er nooit boomstammen in hebben gelegen. Ook de naam Plankensloot (bij het Zuidlaardermeer) verwijst naar het wateren van hout.
In Leerdam bevinden zich twee balkengaten. De Linge was hier het transportmiddel voor de balken ten behoeve van houthandel Varsseveld. Ze zijn nog altijd goed vanuit de lucht te zien en liggen nu in het natuurpark Varsseveld, in Leerdam zuidoost. Ze vormen een mooie visvijver en in strenge winters een ijsbaan.
Ook in droogmakerij de Schermer nabij West-Graftdijk is nog een balkengat waarneembaar, als een ondiep zij-armpje van de Vuyle Graft. De watergang behoorde toe aan hout-zaagmolen “De Drie Gebroeders” van de familie Graftdijk. In ieder geval in 1730 stond het molencomplex daar, tot het in 1890 in vlammen opging. Nu is het balkgat nog de enige tastbare herinnering aan dit verleden.
Net buiten de nieuwbouwwijk in Wijk bij Duurstede aan de Prins Hendrikweg ligt een kleine waterplas. Dit is het balkengat van de voormalige houtzaagmolen De Zonnewijzer. De molen is al lang verdwenen na een brand in 1912. Hierna heeft men er nog tot 1989 elektrisch hout gezaagd totdat ook deze zagerij plaats maakte voor nieuwbouw. Wat resteert is het balkengat, een kleine plas in verbinding met de Kromme Rijn.
Elders in Nederland hebben ze het over een ‘balkengat’, maar in Vorden heet het de ‘zaagkoele’. Het is een bijna rechthoekig waterbassin aan de rand van het dorp, door een dijkje gescheiden van de Baakse Beek. In het water liggen zo’n vijftien boomstammen.